# Harawi
Pour le chant traditionnel quechua, voir Yaraví.

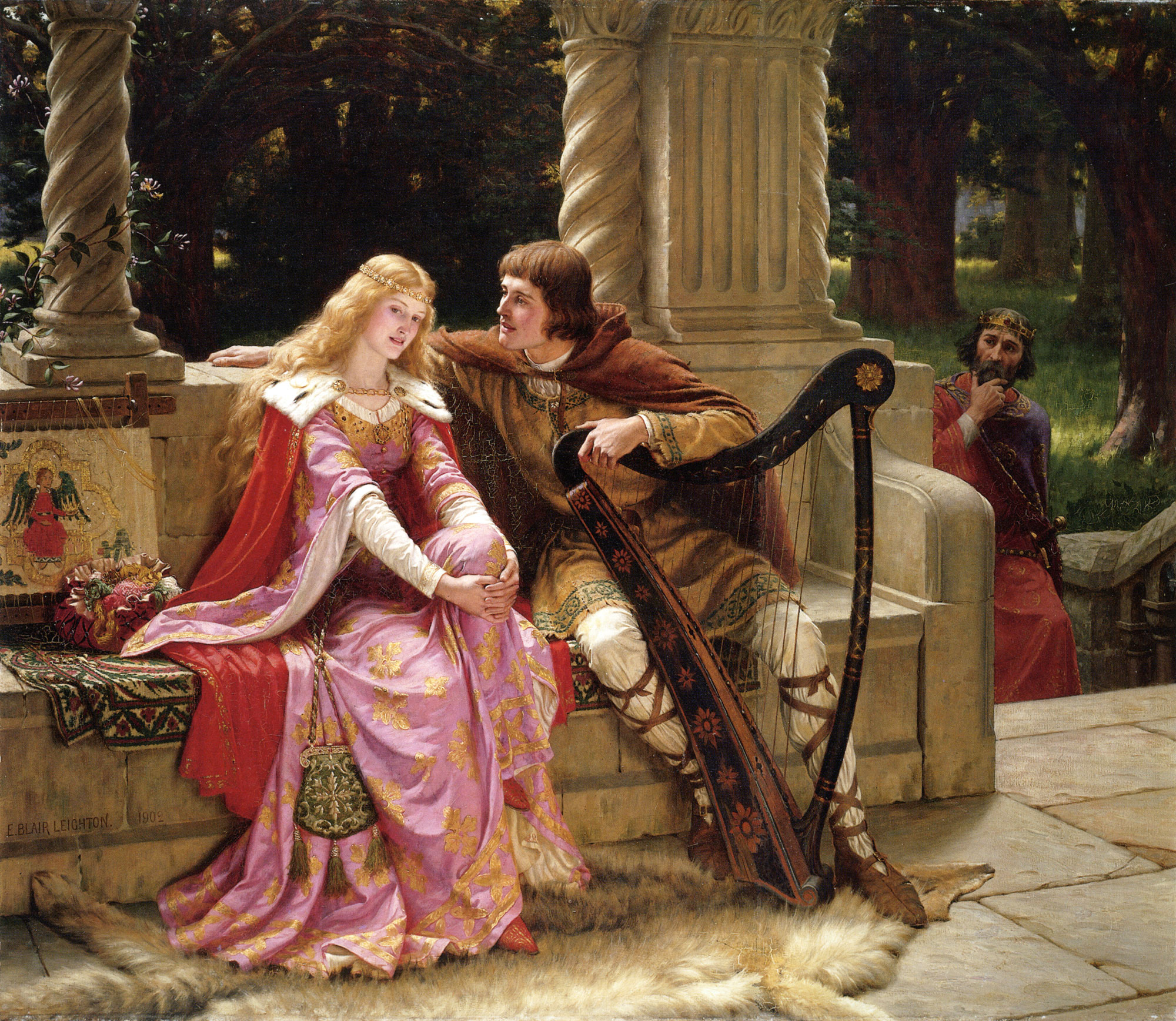
Tristan and Isolde d'Edmund Blair Leighton (1902).

Harawi, chant d'amour et de mort, est une œuvre pour soprano et piano d'Olivier Messiaen composée en 1945.
Le livret en douze parties est du compositeur. Il est formé d'onomatopées et de textes écrits dans un dialecte des andins du Pérou. 

## Analyse
Harawi est la première partie de la « trilogie de Tristan » précédant la Turangalîla-Symphonie et les Cinq rechants (achevés en 1948). Ce cycle tire son nom du « Harawi »  péruvien, un chant d'amour qui s'achève par la mort des deux amants, fournissant ainsi au compositeur un thème d'exploration du mythe de Tristan et Iseult. Ce thème est explicitement exposé dans le sous-titre de l'œuvre : chant d'amour et de mort.
Ces idées de mort et d'amour peuvent avoir eu une signification personnelle plus profonde pour Messiaen, dont la première femme, Claire Delbos avait commencé à souffrir de maladie mentale dans les années précédant la composition d'Harawi. Quoique la partition ne porte aucune dédicace explicite à Claire Delbos, il est impossible de considérer que sa condition n'ait pas été présente dans l'esprit du compositeur en travaillant sur le cycle. 
En plus du texte français, Harawi utilise aussi des mots quechua, non pour leur sens, mais pour leur son, c'est-à-dire leurs qualités de timbre. Par exemple, le quatrième mouvement, Doundou Tchil , utilise ces deux onomatopées pour représenter les cloches de cheville utilisées par des danseurs péruviens-indiens. Le huitième, Syllabes, utilise les répétitions du mot « pia » pour simuler les cris de singes, descendant d'une légende quechua dans laquelle les cris de ces animaux ont sauvé un prince du danger.

## Création
Cette pièce a été créée le 27 juin 1946 à Bruxelles par Olivier Messiaen au piano et la soprano Marcelle Bunlet (1900-91).

## Structure
- La Ville qui dormait, toi
- Bonjour toi, colombe verte
- Montagnes
- Doundou Tchil
- L'amour de Piroutcha
- Répétition planétaire
- Adieu
- Syllabes
- L'escalier redit, gestes du soleil
- Amour oiseau d'étoile
- Katchikatchi les étoiles
- Dans le noir

## Durée
Environ 57 minutes

## Discographie
Olivier Messiaen, piano et Marcelle Bunlet, soprano :
Disque INA, mémoire vive IMV 044 (distribué par Abeille Musique/Qobuz.com) Enregistré le 13 septembre 1954 au Grand Casino de Vichy, dans le Hall de l'Arlequin, publié pour la première fois sur CD en 2002.
Yvonne Loriod, piano et Rachel Yakar, soprano :
- Disque Erato 2292-45505-2/IX ECD 75501, enreg. Studio 107 Radio-France, Paris, février 1988

Marie Kobayashi, mezzo-soprano et Fuminori Tanada, piano :
- Disque Daphénéo 3534610812038, distribution Codaex, enreg. Conservatoire de Montreuil, octobre 2008